# Maizie Williams

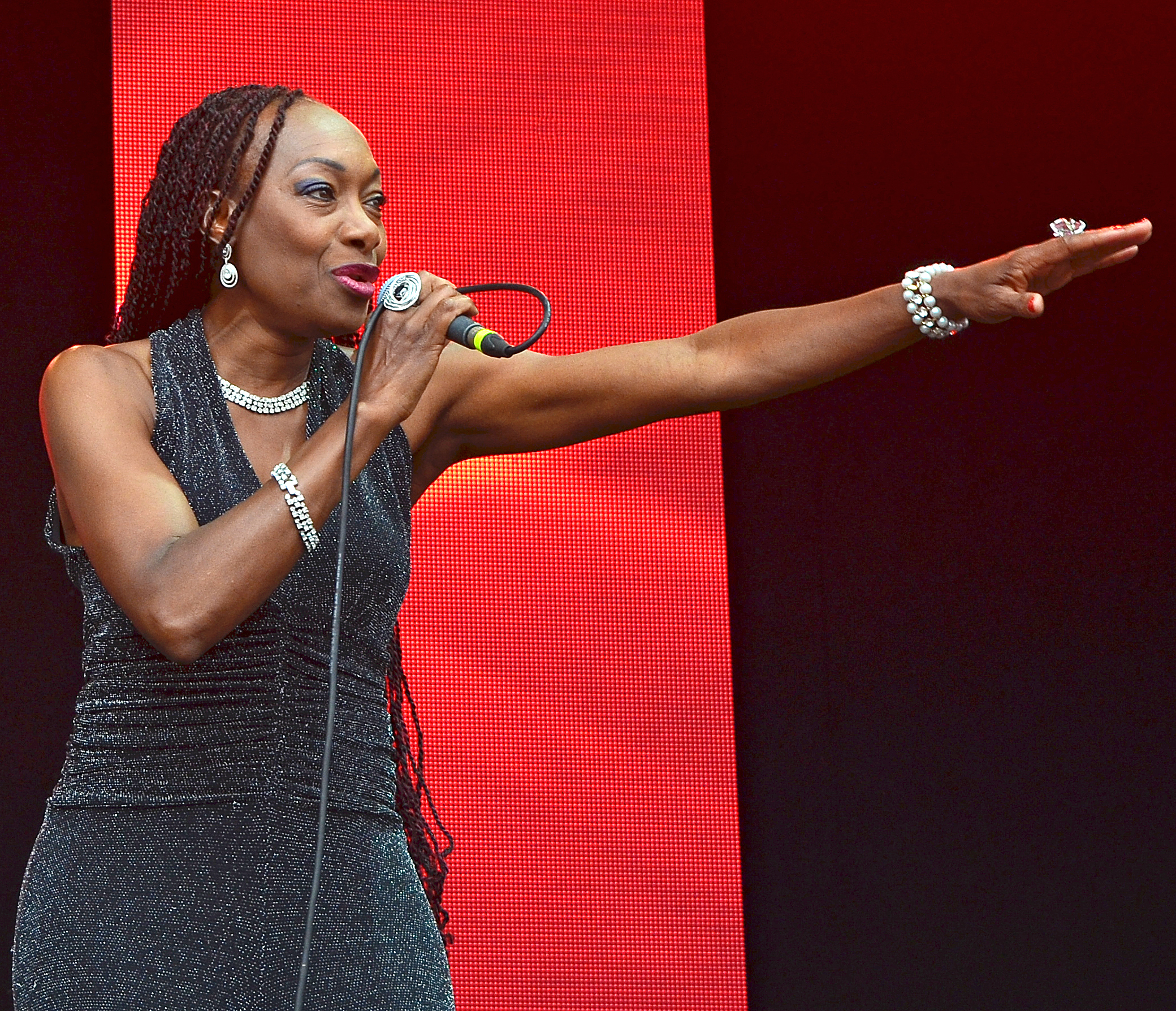
Maizie Williams (2014)

Maizie Ursula Williams (* 25. März 1951 auf Montserrat, Westindische Inseln) ist eine britische Sängerin.

## Leben
Maizie Williams wurde auf der Karibikinsel Montserrat geboren. Ihre Familie wanderte nach Großbritannien aus. Sie besuchte die Schule in Birmingham und wurde in Brighton zur „Miss Black & Beautiful“ gewählt. Der Titel gab ihrer ersten Band „The Black Beautiful People“ den Namen. 
Williams war neben den beiden jamaikanischen Sängerinnen Liz Mitchell und Marcia Barrett sowie dem aus Aruba stammenden Tänzer Bobby Farrell Mitglied der in den 1970er und 1980er Jahren musikalisch wie kommerziell sehr erfolgreichen Popband Boney M. Hierfür war sie 1975 von dem deutschen Musikproduzenten Frank Farian gecastet worden. Zwar trat sie während der Jahre bei Boney M offiziell stets bei sämtlichen Live- und Fernsehauftritten mit als Sängerin mit der Gruppe in Erscheinung, war jedoch tatsächlich an der musikalischen Produktion nicht beteiligt. Beim Einspielen sämtlicher Titel und den Tonaufnahmen im Studio für die Singles und LPs sangen lediglich Mitchell, Barrett und Farian.
Zur Premiere des Frank-Farian-Musicals Daddy Cool 2006 in London war Maizie Williams nicht eingeladen, weil sie nach Farians Ansicht wie andere ehemalige Mitglieder von Boney M. unrechtmäßig unter diesem Namen auftritt, etwa bei der Krakauer Silvesternacht 2007.
2006 brachte sie das Solo-Album Call Upon Jesus heraus. 2007 sang sie auf einer Daddy-Cool-Coverversion der lettischen Band Melo-M. 2008 trat sie in der populären bulgarischen Fernsehshow Schouto na Slawi (Шоуто на Слави) auf.
Williams war eine Zeit lang mit Tommy Fuchsberger liiert.

## Diskografie
Alben
- 2006 Call Upon Jesus

Singles
- 2007 Daddy Cool
- 2007 Sunny (2007 Dance Mix)
- 2006 Praise Be unto Him
- 2011 Josephine Baker (feat. Bobby Farrell)

DVD
- Box It